# Salvatore Fergola

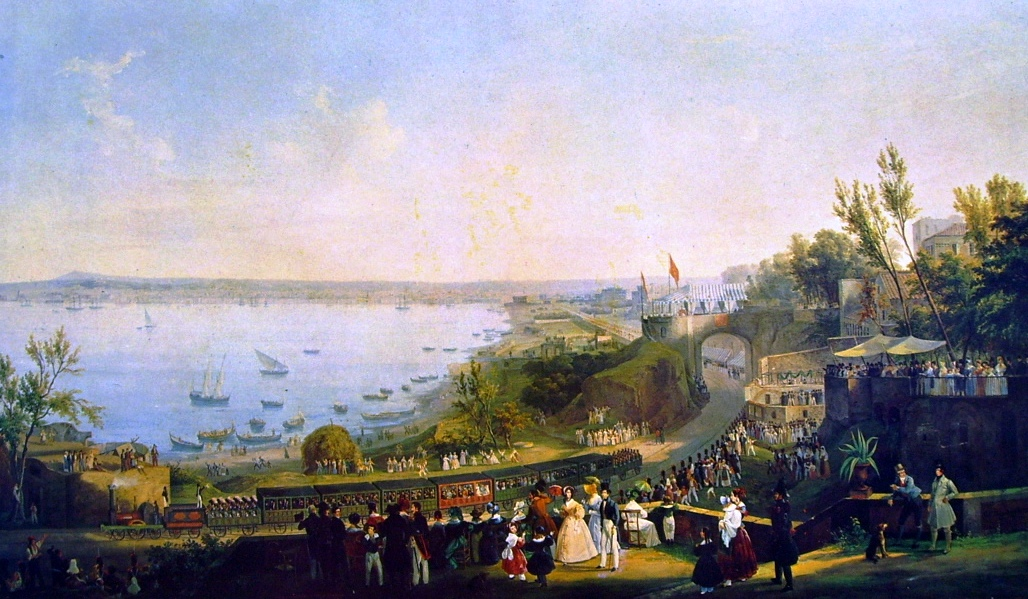
Salvatore Fergola: Die Einweihung der ersten Eisenbahnstrecke Italiens von Napoli nach Portici, 1840.

Salvatore Fergola (* 24. April 1799 in Neapel, Parthenopäische Republik; † 7. März 1874 in Neapel, Königreich Italien) war ein italienischer Maler, der insbesondere für die Landschaftsdarstellungen rund um seine Heimatstadt Neapel bekannt ist. Als einer der wichtigsten Vertreter der Schule von Posillipo malte er seine Veduten in plein air und mit ständig wechselnden Lichtspielen.

## Leben
Salvatore Fergola wurde als eines von neun Kinder von Luigi Fergola (1768–1834) und Teresa Conti geboren. Sein Vater war als Kupferstecher am Topografischen Institut von Neapel beschäftigt und widmete sich intensiv der Malerei, konnte jedoch nie die Kunstfertigkeit oder auch den Erfolg seines Sohnes erreichen. Dennoch gilt der Vater als Begründer einer Malerdynastie, da etliche seiner Kinder mit Erfolg bildnerisch tätig wurden – neben Salvatore sind unter seinen Brüdern etwa auch der Kupferstecher Filippo oder die Maler Alessandro und Francesco Fergola zu nennen. Durch seinen Vater kam Salvatore auch bereits im Kindesalter mit dem deutschen Landschaftsmaler Jakob Philipp Hackert, der ihn stark beeinflusste, in Kontakt. 
Seine berufliche Laufbahn begann Fergola, wie etliche andere große neapolitanische Maler (etwa Giacinto Gigante oder auch sein Vater) im Topografischen Institut seiner Heimatstadt. Bald jedoch wurde sein großes malerisches Talent entdeckt und bereits ab den 1810er-Jahren widmete er sich immer stärker und dann ausschließlich der Malerei. Auch die in Neapel (bzw. dem Königreich beider Sizilien) regierenden Bourbonen wurden auf Fergola aufmerksam und förderten ihn. Im Jahr 1818 wurde er dem Herzog von Kalabrien (der neapolitanische Thronfolger, der 1825 als Francesco I. Gennaro König beider Sizilien wurde) vorgestellt, den er im darauffolgenden Jahr auf einer Reise durch Sizilien begleitete und dabei verschiedene Landschaftsansichten malte. Im Jahr 1825 wurde Fergola zum Maler des königlichen Kabinetts ernannt, infolge des baldigen Untergangs des Königreichs im Zuge der italienischen Staatsgründung gilt er daher auch als der „letzte Hofmaler“ des Königreichs beider Sizilien.
Im Jahr 1827 wurde er als Professor an das Real Istituto di Belle Arti di Napoli (neapolitanische Kunsthochschule) berufen. Zu seinen Schülern zählten unter anderen Achille Vertunni, Ignazio Lavagna und Giuseppe Benassai.